# The Painted Veil (2006)
The Painted Veil (bra: O Despertar de uma Paixão; prt: O Véu Pintado) é filme sino-estadunidense de 2006, do gênero drama, dirigido por John Curran, com roteiro de Ron Nyswaner baseado no romance homônimo de William Somerset Maugham.

## Sinopse
Kitty, uma jovem inglesa superficial e egoísta conhece o jovem Dr. Walter Fane quando está sendo pressionada pelos seus pais a casar-se. Com a paixão proveniente por parte do bacteriologista, eles se casam e vão morar em Xangai onde o doutor é pesquisador do governo inglês. O casamento é fadado ao fracasso, e após problemas conjugais, eles seguem para viver num povoado remoto da China onde está acontecendo uma epidemia de cólera.

## Elenco
| Ator                   | Papel            |
| ---------------------- | ---------------- |
| Edward Norton          | Walter Fane      |
| Naomi Watts            | Kitty Fane       |
| Diana Rigg             | Madre Superiora  |
| Liev Schreiber         | Charlie Townsend |
| Toby Jones             | Waddington       |
| Juliet Howland         | Dorothy Townsend |
| Anthony Wong Chau-Sang | Coronel Yu       |
| Maggie Steed           | Sra. Garstin     |
| Lorraine Laurence      | Irmã Maryse      |
| Li Feng                | Sung Ching       |
| Gesang Meiduo          | Amah             |
| Alan David             | Sr. Garstin      |
| Lucy Voller            | Doris Garstin    |
| Ian Rennick            | Geoffrey Denison |
| Henry Sylow            | Walter Jr.       |

## Prêmios
Recebeu o Globo de Ouro de Melhor Trilha Sonora.